# Sexy Susi
Sexy Susi (* 12. April 1972 in Polen) ist eine polnische Pornodarstellerin.

## Leben
Eigenen Angaben zufolge wurde die Darstellerin, die nur unter ihrem Künstlernamen öffentlich in Erscheinung tritt, im April 1972 geboren und stammt aus der Nähe von Danzig. Der Einstieg in die Pornobranche erfolgte 1998 aufgrund einer Anzeige, in der nach neuen Darstellerinnen gesucht wurde. Da ihr die Arbeit gefiel und diese besser bezahlt war als ihre vorherige Tätigkeit in einem Lebensmittelgeschäft, blieb sie dabei.
2013 wurde sie mit dem Venus Award als Best MILF ausgezeichnet. Das Akronym MILF steht dabei als umgangssprachlicher Ausdruck der Branche für Frauen mittleren Alters, die meist mit jüngeren Männern interagieren.
2017 war sie bekannt für ihre Gangbang-Partys in Berlin.

## Filmografie (Auswahl)
- 2003: Blackout – Wo waren wir letzte Nacht?
- 2006: 3 Bengel für Charly 29
- 2007: Maximum Perversum 90: Extrem
- 2008: Private Specials 9: German MILFs
- 2008: Die Rudolfs – Friss den Kolben
- 2010: Maximum Perversum 93: Heisser Quellsekt – harter Faustfick
- 2011: Maximum Perversum 96: Total Versaut
- 2012: Goodby Marilyn[5]
- 2012: Mutzenbachers Töchter
- 2013: Hangover XXX – Ein total irrer Trip
- 2017: Osterglocken 4
- 2019: Bumsbesuch[5]
- 2020: Manuel’s Euro Tour: Paris